# إدي روس
إدي روس (بالإنجليزية: Eddie Rouse)‏ هو ممثل أمريكي، ولد في 1954 بفيلادلفيا في الولايات المتحدة، وتوفي في 7 ديسمبر 2014 بلوس أنجلوس في الولايات المتحدة.

## أعمال

### أفلام
- (2000) جورج واشنطن
- (2007) العدد 23
- (2007) رجل عصابة أمريكي
- (2008) قطار الأناناس السريع[4]
- (2009) باندورم[5]
- (2011) جليس الأطفال[6]

## وصلات خارجية
- إدي روس على موقع IMDb (الإنجليزية)
- إدي روس على موقع ألو سيني (الفرنسية)
- إدي روس على موقع أول موفي (الإنجليزية)
- إدي روس على موقع قاعدة بيانات الأفلام السويدية (السويدية)
- إدي روس على موقع قاعدة بيانات الفيلم (الإنجليزية)
- إدي روس على موقع كينوبويسك (الروسية)